# デュアルグリーン

デュアルグリーン方式と同一となるベイヤーフィルターの色情報配列パターン

デュアルグリーン方式（英語: Dual Green、DGとも）とは、スーパーハイビジョン等で用いられる、緑用の撮像素子を2枚用意し、R・G1・G2・Bの4信号によって映像を構成する方式のこと。4板画素ずらし方式や4板撮像方式、あるいは4板式とも呼ばれる。人間の視覚（輝度）に大きく影響を与える緑色について、赤・青に比べて2倍の情報を持たせることで、見かけ上全ての画素について3色の情報を持たせるフル解像度方式に近い解像度を得ることが可能となる。

## 概要
デュアルグリーン方式による信号は、プリズムで光を3方向ないし4方向に分岐させ、それぞれの色のフィルターを付けた撮像素子に入力することで得られる。これはベイヤーフィルターと同じ色の配列構造であり、緑の画素数は、赤・青の2倍となる。撮像素子を3枚用いる場合は、赤と青を縦縞に配置したフィルターを用いて、1つの撮像素子で赤・青の2つの信号を得ることができる。
緑信号を分割する理由としては、輝度に対して緑が高い比率を占めており（ハイビジョン方式で71.1%、NTSC方式で59%）、見た目上の解像度に大きく影響を与えることや、緑は色収差の影響が最も少ないことなどが挙げられる。
本方式のカメラを用いるメリットとして、ワンランク上の解像度を持つカメラを新規に開発する際、旧来の撮像素子を用いることが出来るため開発期間の短縮につながることなどが挙げられる。また、ハイビジョン方式におけるデュアルグリーンカメラは、従来の1インチレンズを使用するフル解像度のものに比べ、2/3インチの撮像素子を採用し小型化を達成、より柔軟な運用を実現した。
一方、プリズムでの分光に失敗すると、映像の解像度を劣化させることにつながるため、センサーの貼り付け誤差を0.5マイクロメートル以内に抑える必要があるほか、赤・青等の特殊な照明環境ではフル解像度のような解像度を得られない、撮像素子を半画素分ずらすなど微細な加工技術を必要とする、ダイナミックレンジが減少する、4Kスーパーハイビジョンでは非圧縮信号で約20Gbpsと容量が大きく、無線伝送ではH.265エンコードなどの工夫が必要となるなどの問題がある。

## 4Kスーパーハイビジョンにおけるデュアルグリーン
2002年、NHKがデュアルグリーン方式を用いたスーパーハイビジョン用のカメラの第1号機を開発した。800万画素のCMOSセンサーを4枚用い、4画素ごとに赤・緑1・緑2・青を配置し、再生には4つのプロジェクターを用いていた。緑について1600万画素、赤と青についてそれぞれ800万画素の合計3,300万画素のスーパーハイビジョンを再現できる方式となる。